# Las Vegas Grand Prix 2024
Las Vegas Grand Prix 2024, officiellt Formula 1 Heineken Silver Las Vegas Grand Prix 2024, är ett Formel 1-lopp som kommer att köras den 23 november 2024 på Las Vegas Strip Circuit i Las Vegas. Loppet är det tjugoandra loppet ingående i Formel 1-säsongen 2024 och kommer att köras över 50 varv.
Max Verstappen blev världsmästare för fjärde säsongen i följd.

## Ställning i mästerskapet före loppet
| Pos. | Förare            | Poäng |
| ---- | ----------------- | ----- |
| 1 ▬  | Max Verstappen    | 393   |
| 2 ▬  | Lando Norris      | 331   |
| 3 ▬  | Charles Leclerc   | 307   |
| 4 ▬  | Oscar Piastri     | 262   |
| 5 ▬  | Carlos Sainz, Jr. | 244   |

| Pos. | Konstruktör           | Poäng |
| ---- | --------------------- | ----- |
| 1 ▬  | McLaren-Mercedes      | 593   |
| 2 ▬  | Ferrari               | 557   |
| 3 ▬  | Red Bull              | 544   |
| 4 ▬  | Mercedes              | 382   |
| 5 ▬  | Aston Martin-Mercedes | 86    |

- Notering: Endast de fem bästa placeringarna i vardera mästerskap finns med på listorna.

### Kampen om världsmästartiteln
Ledaren i förarmästerskapet, Max Verstappen hade möjlighet att säkra sin fjärde raka titel vid loppet. Efter Las Vegas Grand Prix är det två lopp som återstår av säsongen 2024. Med följande Qatars Grand Prix som även har ett sprintrace, var 60 poäng sammanlagt tillgängliga. Lando Norris behövde därför ta tre poäng mer än Verstappen för att fortfarande ha en matematisk chans att vinna titeln.
Verstappen hade chans att bli världsmästare om:
- Han vann loppet eller placerade sig framför Norris.
- Han kom på tredje plats med snabbaste varv, och Norris blev tvåa eller sämre.
- Han kom på fjärde plats med snabbaste varv, och Norris blev trea eller sämre.
- Han kom på femte plats och Norris blev fyra (utan snabbaste varv) eller sämre.
- Han kom på sjätte plats och Norris blev femma (utan snabbaste varv) eller sämre.
- Han kom på sjunde plats och Norris blev sexa (utan snabbaste varv) eller sämre.
- Han kom på åttonde plats och Norris blev sjua (utan snabbaste varv) eller sämre.
- Han kom på nionde plats och Norris blev åtta (utan snabbaste varv) eller sämre.
- Han kom på tionde plats med snabbaste varv och Norris blev åtta eller sämre.
- Norris kom på nionde plats (utan snabbaste varv) eller sämre.

Om ingen av dessa kriterier möttes skulle Norris fortfarande ha en matematisk chans att vinna världsmästartiteln.

## Kvalet
Kvalet kördes den 22 november 2024, klockan 22:00 lokal tid (UTC−8).
| Pos.                    | Nr. | Förare           | Konstruktör                  | Kvaltider | Kvaltider | Kvaltider | Start- grid |
| Pos.                    | Nr. | Förare           | Konstruktör                  | Q1        | Q2        | Q3        | Start- grid |
| ----------------------- | --- | ---------------- | ---------------------------- | --------- | --------- | --------- | ----------- |
| 1                       | 63  | George Russell   | Mercedes                     | 1:33.186  | 1:32.779  | 1:32.312  | 1           |
| 2                       | 55  | Carlos Sainz Jr. | Ferrari                      | 1:33.484  | 1:32.711  | 1:32.410  | 2           |
| 3                       | 10  | Pierre Gasly     | Alpine-Renault               | 1:33.691  | 1:32.879  | 1:32.664  | 3           |
| 4                       | 16  | Charles Leclerc  | Ferrari                      | 1:33.446  | 1:33.016  | 1:32.783  | 4           |
| 5                       | 1   | Max Verstappen   | Red Bull Racing-Honda RBPT   | 1:33.299  | 1:33.085  | 1:32.797  | 5           |
| 6                       | 4   | Lando Norris     | McLaren-Mercedes             | 1:33.592  | 1:33.099  | 1:33.008  | 6           |
| 7                       | 22  | Yuki Tsunoda     | RB-Honda RBPT                | 1:33.789  | 1:33.089  | 1:33.029  | 7           |
| 8                       | 81  | Oscar Piastri    | McLaren-Mercedes             | 1:33.450  | 1:33.024  | 1:33.033  | 8           |
| 9                       | 27  | Nico Hülkenberg  | Haas-Ferrari                 | 1:33.920  | 1:33.114  | 1:33.062  | 9           |
| 10                      | 44  | Lewis Hamilton   | Mercedes                     | 1:33.225  | 1:32.567  | 1:48.106  | 10          |
| 11                      | 31  | Esteban Ocon     | Alpine-Renault               | 1:33.968  | 1:33.221  | N/A       | 11          |
| 12                      | 20  | Kevin Magnussen  | Haas-Ferrari                 | 1:33.991  | 1:33.297  | N/A       | 12          |
| 13                      | 24  | Zhou Guanyu      | Kick Sauber-Ferrari          | 1:34.079  | 1:33.566  | N/A       | 13          |
| 14                      | 43  | Franco Colapinto | Williams-Mercedes            | 1:33.746  | 1:33.749  | N/A       | PL1         |
| 15                      | 30  | Liam Lawson      | RB-Honda RBPT                | 1:34.087  | 1:34.257  | N/A       | 14          |
| 16                      | 11  | Sergio Pérez     | Red Bull Racing-Honda RBPT   | 1:34.155  | N/A       | N/A       | 15          |
| 17                      | 14  | Fernando Alonso  | Aston Martin Aramco-Mercedes | 1:34.258  | N/A       | N/A       | 16          |
| 18                      | 23  | Alexander Albon  | Williams-Mercedes            | 1:34.425  | N/A       | N/A       | 17          |
| 19                      | 77  | Valtteri Bottas  | Kick Sauber-Ferrari          | 1:34.430  | N/A       | N/A       | 192         |
| 20                      | 18  | Lance Stroll     | Aston Martin Aramco-Mercedes | 1:34.484  | N/A       | N/A       | 18          |
| 107 %-gränsen: 1:39.709 |     |                  |                              |           |           |           |             |
| Källor:                 |     |                  |                              |           |           |           |             |

Noter
- ^1  – Franco Colapinto kvalade på 14:e plats, men fick starta loppet från depån, då hans bil modifierats under parc fermé.[6]
- ^2  – Valtteri Bottas fick fem platsers nedflyttning för att ha tagit en fjärde energilagringsenhet.[5][7]

## Loppet
Loppet kördes den 23 november 2024, klockan 22:00 lokal tid (UTC−8), och kördes över 50 varv.
| Pos.                                                                 | Nr. | Förare           | Konstruktör                  | Varv | Tid/Bröt    | Placering | Poäng |
| -------------------------------------------------------------------- | --- | ---------------- | ---------------------------- | ---- | ----------- | --------- | ----- |
| 1                                                                    | 63  | George Russell   | Mercedes                     | 50   | 1:22:05.969 | 1         | 25    |
| 2                                                                    | 44  | Lewis Hamilton   | Mercedes                     | 50   | +7.313      | 10        | 18    |
| 3                                                                    | 55  | Carlos Sainz Jr. | Ferrari                      | 50   | +11.906     | 2         | 15    |
| 4                                                                    | 16  | Charles Leclerc  | Ferrari                      | 50   | +14.283     | 4         | 12    |
| 5                                                                    | 1   | Max Verstappen   | Red Bull Racing-Honda RBPT   | 50   | +16.582     | 5         | 10    |
| 6                                                                    | 4   | Lando Norris     | McLaren-Mercedes             | 50   | +43.385     | 6         | 91    |
| 7                                                                    | 81  | Oscar Piastri    | McLaren-Mercedes             | 50   | +51.365     | 8         | 6     |
| 8                                                                    | 27  | Nico Hülkenberg  | Haas-Ferrari                 | 50   | +59.808     | 9         | 4     |
| 9                                                                    | 22  | Yuki Tsunoda     | RB-Honda RBPT                | 50   | +1:02.808   | 7         | 2     |
| 10                                                                   | 11  | Sergio Pérez     | Red Bull Racing-Honda RBPT   | 50   | +1:03.114   | 15        | 1     |
| 11                                                                   | 14  | Fernando Alonso  | Aston Martin Aramco-Mercedes | 50   | +1:09.195   | 16        |       |
| 12                                                                   | 20  | Kevin Magnussen  | Haas-Ferrari                 | 50   | +1:09.803   | 12        |       |
| 13                                                                   | 24  | Zhou Guanyu      | Kick Sauber-Ferrari          | 50   | +1:14.085   | 13        |       |
| 14                                                                   | 43  | Franco Colapinto | Williams-Mercedes            | 50   | +1:15.172   | PL        |       |
| 15                                                                   | 18  | Lance Stroll     | Aston Martin Aramco-Mercedes | 50   | +1:24.102   | 18        |       |
| 16                                                                   | 30  | Liam Lawson      | RB-Honda RBPT                | 50   | +1:31.005   | 14        |       |
| 17                                                                   | 31  | Esteban Ocon     | Alpine-Renault               | 49   | +1 varv     | 11        |       |
| 18                                                                   | 77  | Valtteri Bottas  | Kick Sauber-Ferrari          | 49   | +1 varv     | 19        |       |
| Ret                                                                  | 23  | Alexander Albon  | Williams-Mercedes            | 25   | Kylning     | 17        |       |
| Ret                                                                  | 10  | Pierre Gasly     | Alpine-Renault               | 15   | Motor       | 3         |       |
| Snabbaste varv: Lando Norris (McLaren-Mercedes) – 1:34.876 (varv 50) |     |                  |                              |      |             |           |       |
| Source:                                                              |     |                  |                              |      |             |           |       |

Noter
- ^1  – Inkluderar en poäng för snabbaste varv.[9]

## Ställning i mästerskapet efter loppet
| Pos. | Förare            | Poäng |
| ---- | ----------------- | ----- |
| 1 ▬  | Max Verstappen*   | 403   |
| 2 ▬  | Lando Norris      | 340   |
| 3 ▬  | Charles Leclerc   | 319   |
| 4 ▬  | Oscar Piastri     | 268   |
| 5 ▬  | Carlos Sainz, Jr. | 259   |

| Pos. | Konstruktör           | Poäng |
| ---- | --------------------- | ----- |
| 1 ▬  | McLaren-Mercedes      | 608   |
| 2 ▬  | Ferrari               | 584   |
| 3 ▬  | Red Bull              | 555   |
| 4 ▬  | Mercedes              | 425   |
| 5 ▬  | Aston Martin-Mercedes | 86    |

- Notering: Endast de fem bästa placeringarna i vardera mästerskap finns med på listorna.
- Tävlande markerad i fetstil och med asterisk är världsmästare 2024.